# Малая базилика Явления Пресвятой Девы Марии
Малая базилика Явления Пресвятой Девы Марии — архитектурный памятник в Литве, в Жемайтской Кальварии, одна из восьми малых базилик Литвы. Храм отличает стиль, переходный между барокко в классицизм. Неоднократно ремонтировавшиеся и отстраивавшиеся башни базилики и часть алтаря можно отнести и к необарокко. Современная малая базилика Явления Пресвятой Девы Марии уже четвертая на этом месте в Жемайтской Кальварии.

## История
Возведение храма на пожертвования верующих началось в 1780 г. и закончилось в 1822 г. 7 июля того года во время большого храмового праздника в состоялось первое торжественное богослужение у алтаря Святого Креста. Построен храм по чертежам архитектора Августина Косаковского.
В 1896 г. костел сильно пострадал при пожаре — сгорели сотни документов и книг, в том числе книга с описаниями чудес, свершившихся в Жемайтской Кальварии. Во время Первой мировой войны были повреждены два колокола костела, а в годы Второй мировой войны в нем некоторое время дислоцировались советские солдаты. В период советского правления костел несколько раз ремонтировался.
6 мая 1988 г. папа Иоанн Павел II присвоил костелу статус базилики. 8 октября 2006 г. чудотворная икона Богородицы с Младенцем увенчана коронами, освященными папой Бенедиктом ХVI, ей присвоен титул Королевы Христианских Семей.

## Галерея

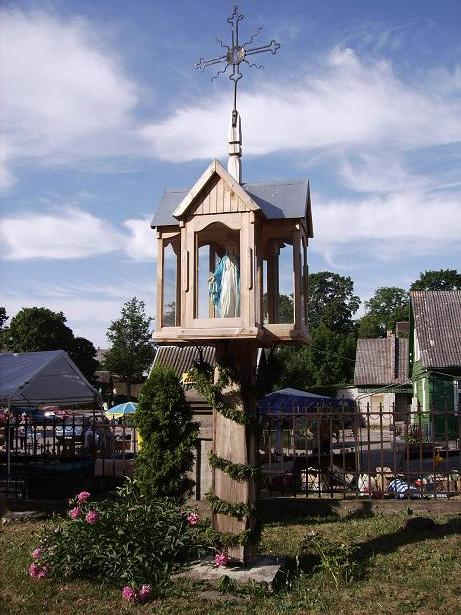
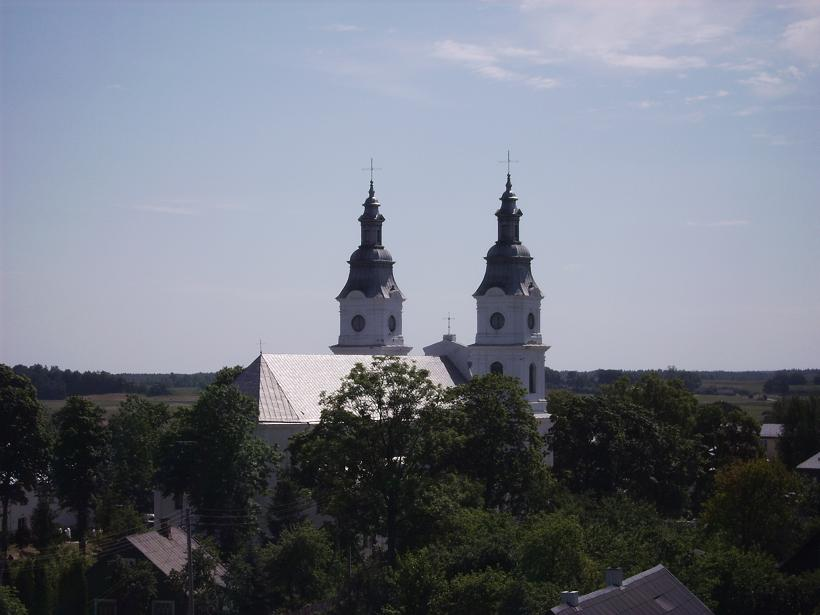
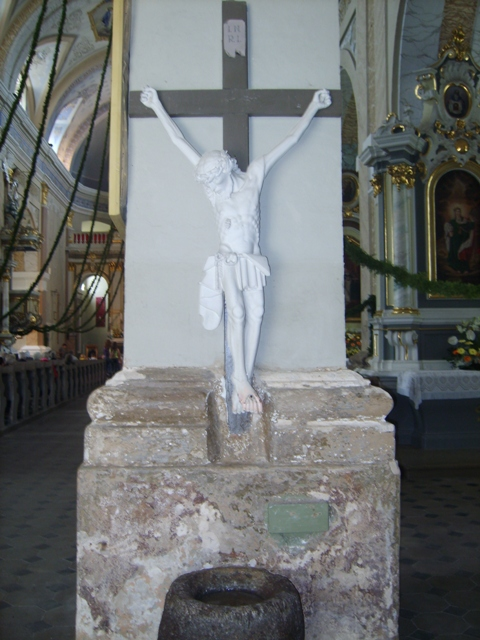
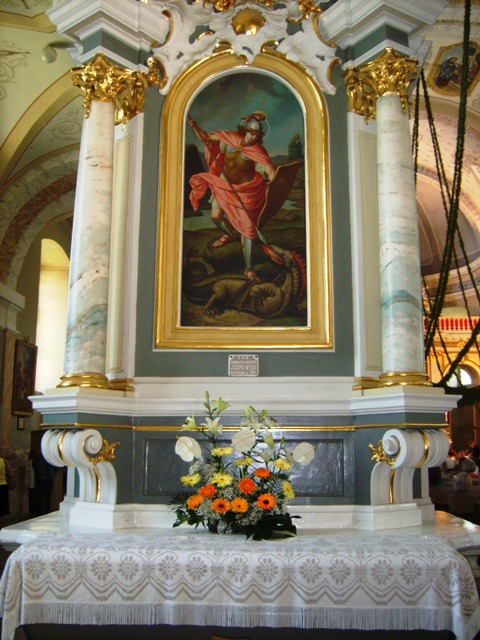
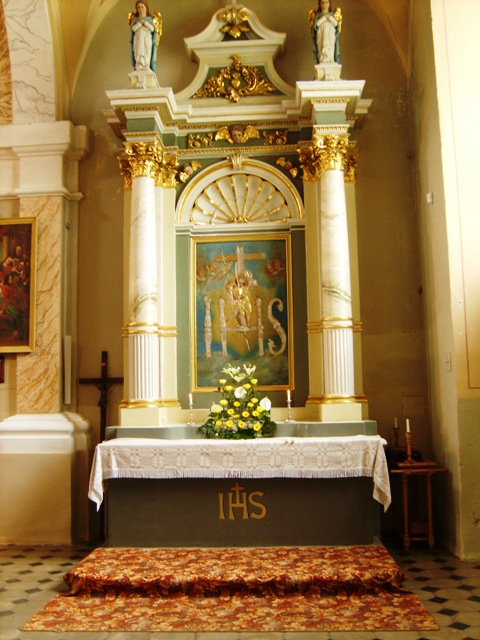
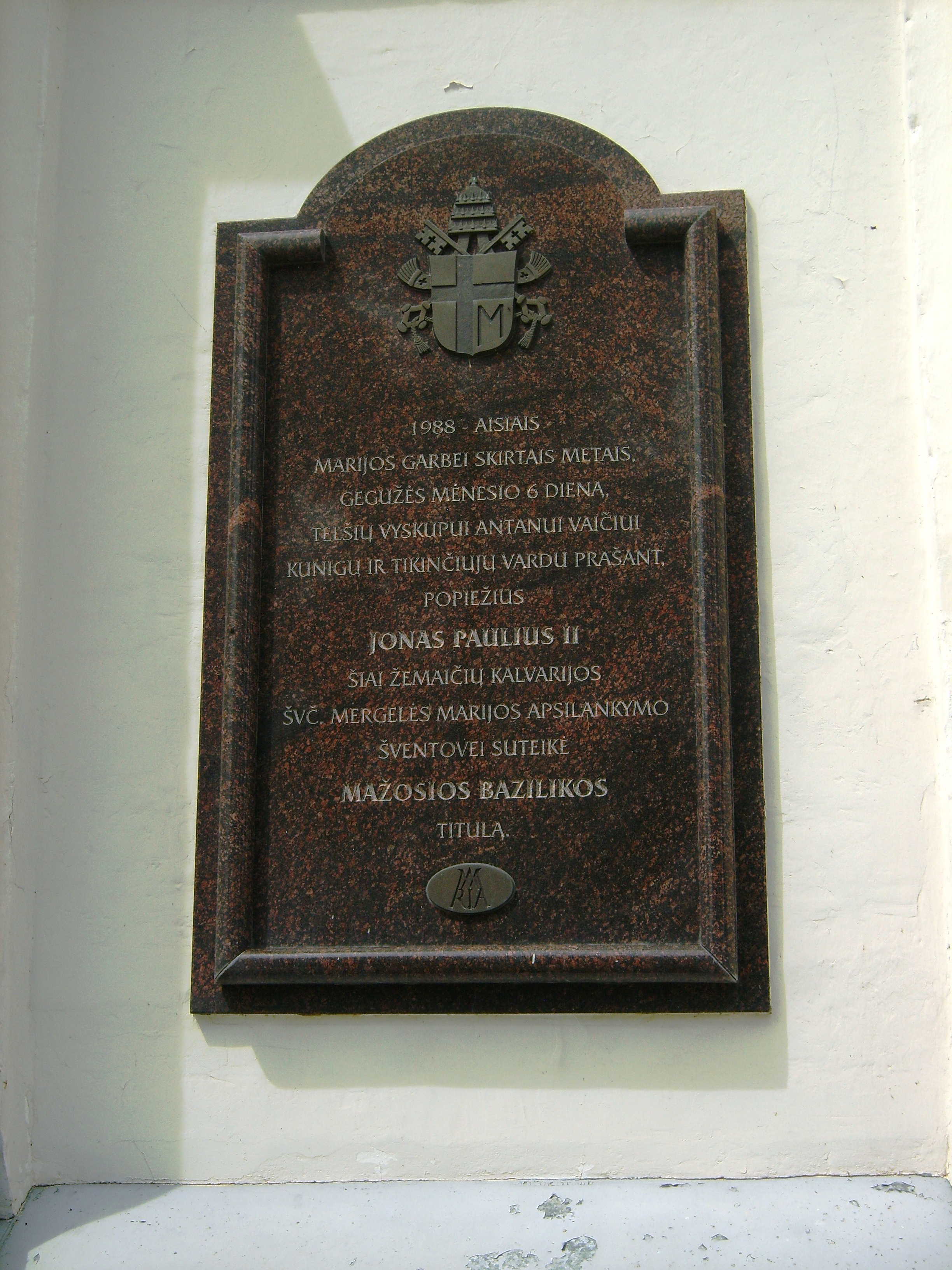
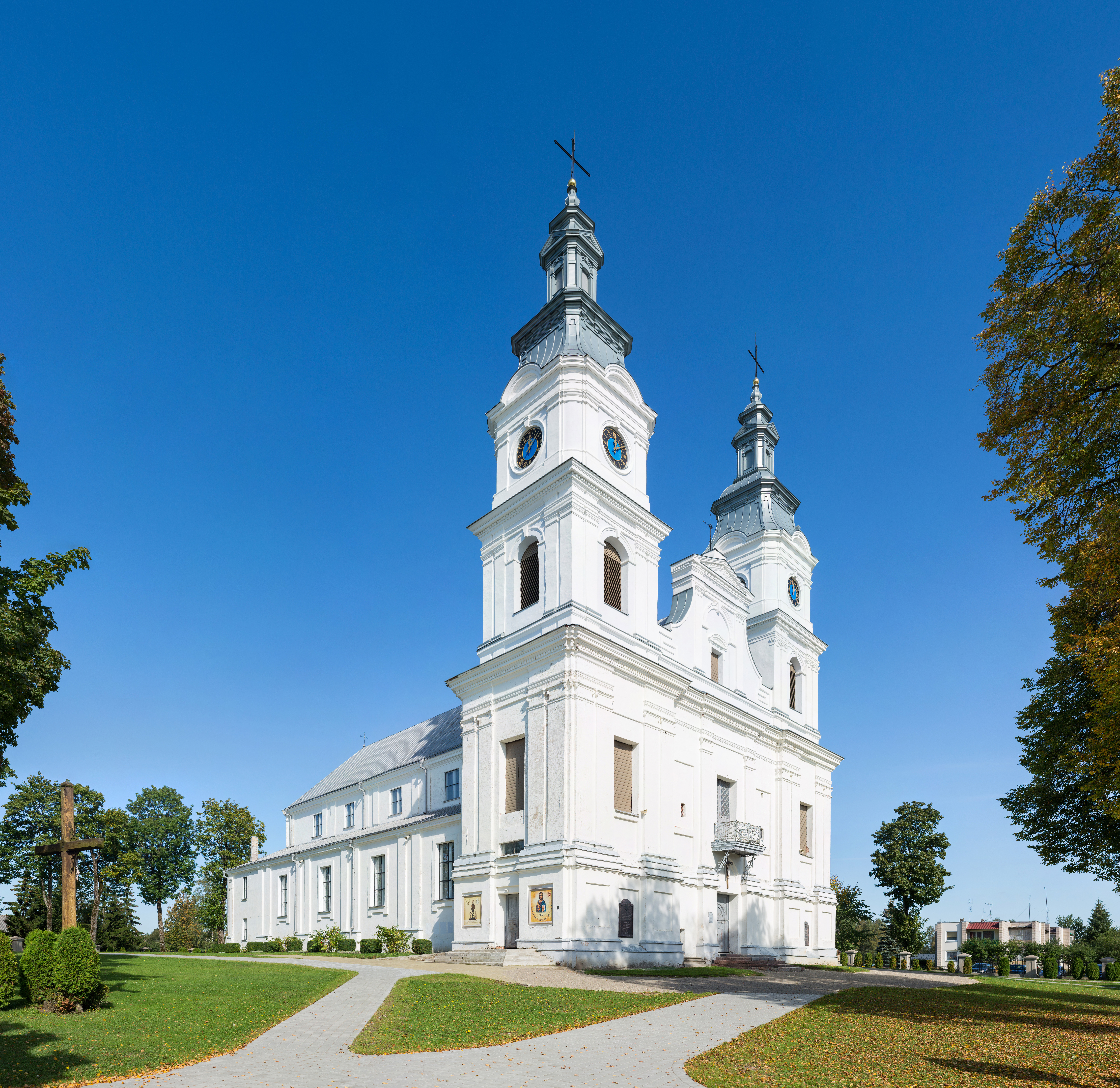
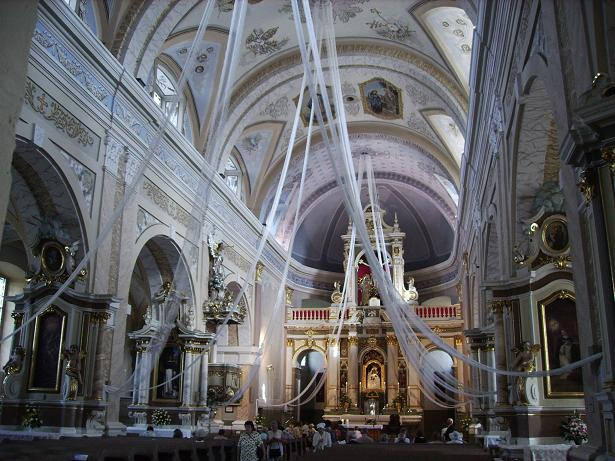
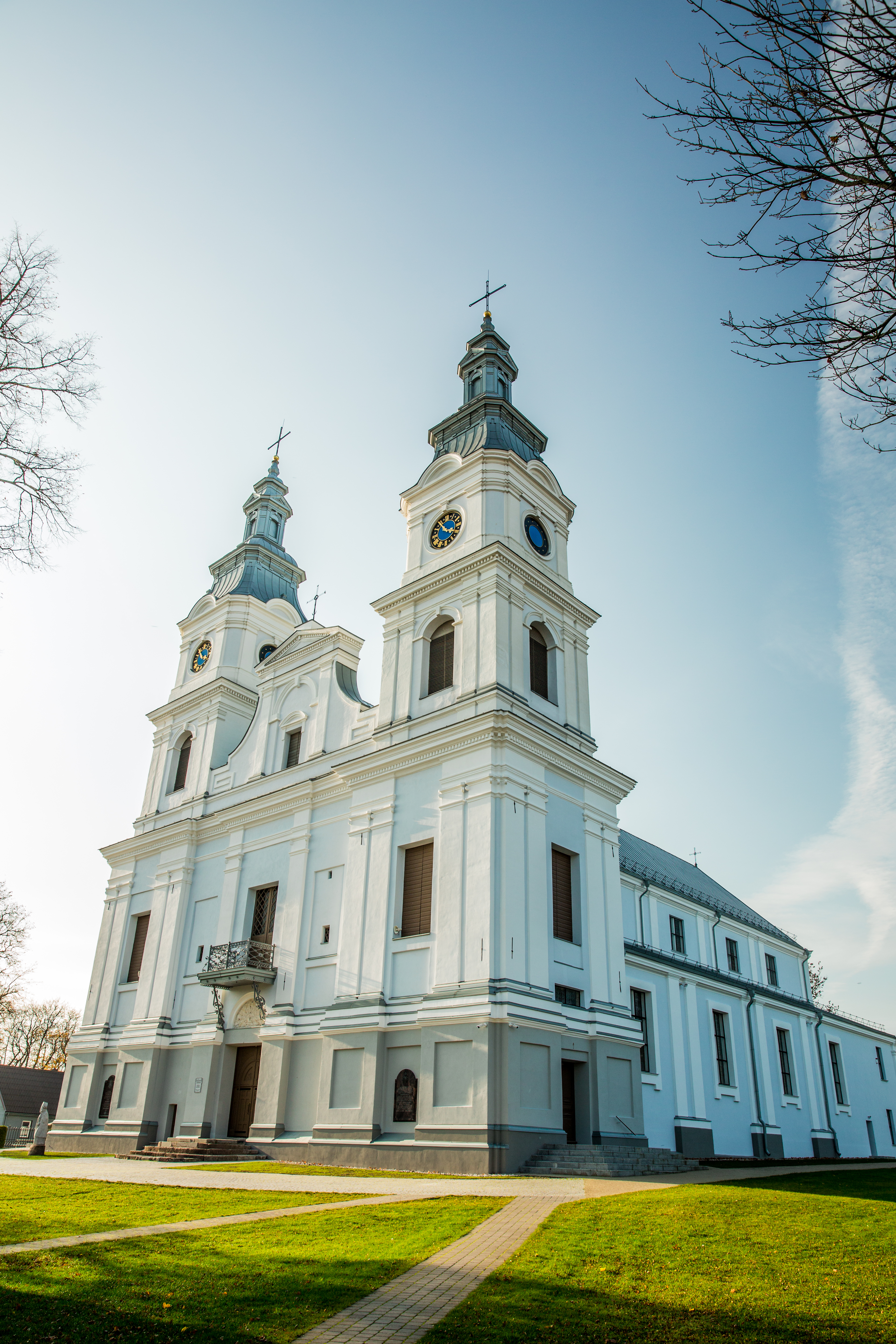
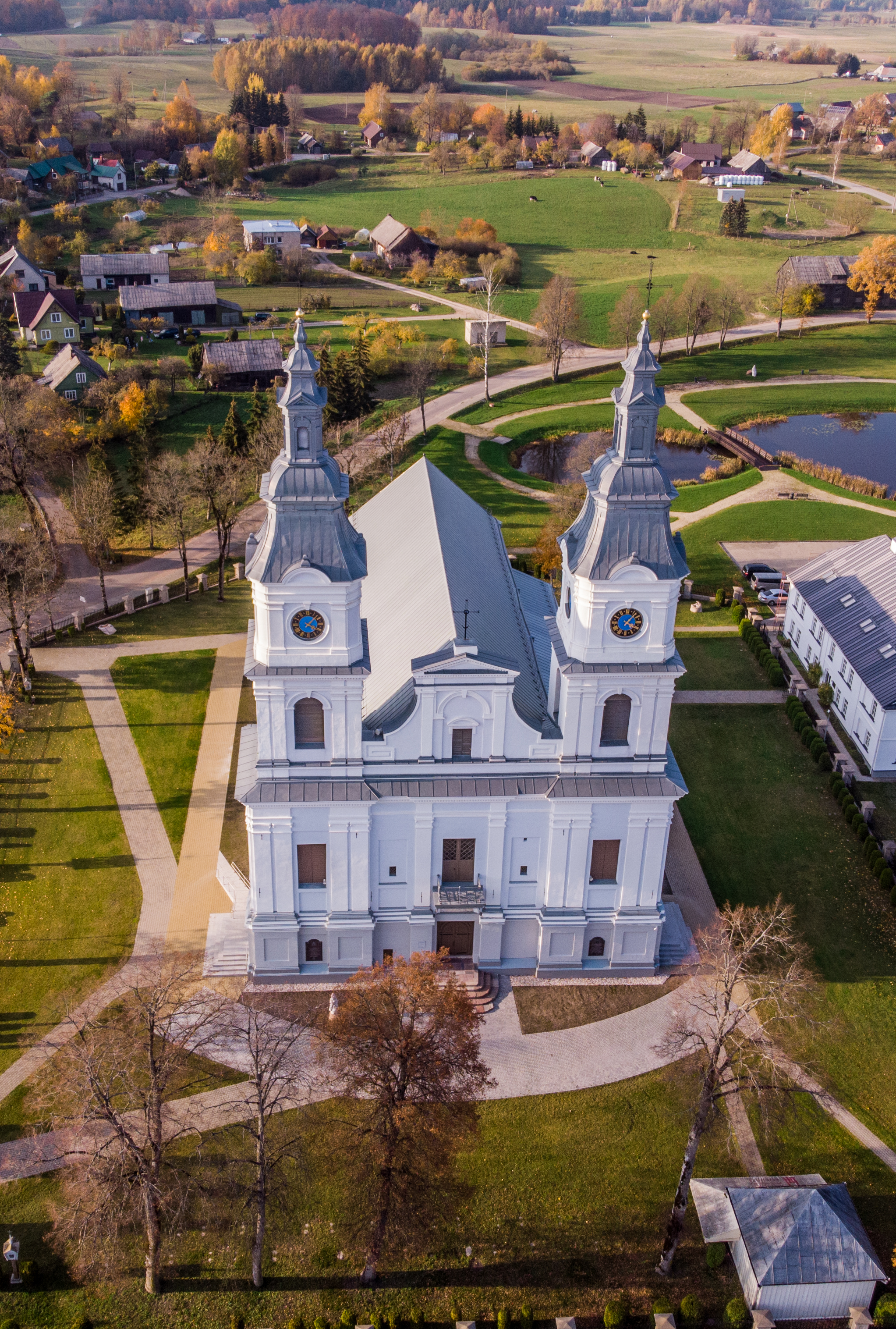